# Winston Western 500

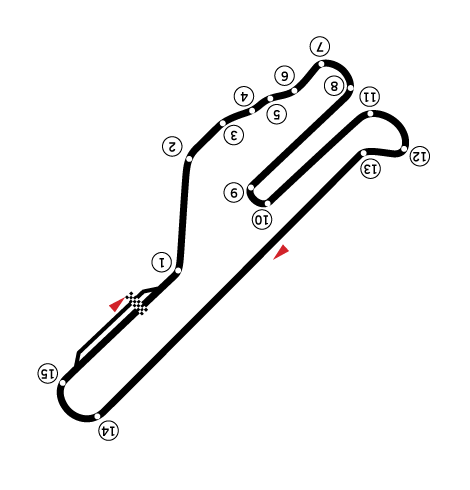

Das Winston Western 500 war ein Rennen im NASCAR Winston Cup, welches von 1958 bis 1987 auf dem Riverside International Raceway stattfand. Von 1965 bis 1981 wurde es im Januar zu Beginn der Saison ausgetragen und von 1981 bis 1987 im November gegen Ende der Saison. Im Jahr 1981, als der Termin in den November verschoben wurde, fanden zwei Rennen mit Namen „Winston Western 500“ statt. Bis ins Jahr 1977 betrug die Renndistanz 500 Meilen, bevor sie auf 311 Meilen verkürzt wurde. Es war neben dem Budweiser 400 das zweite Rennen auf dem Riverside International Raceway.

## Bezeichnungen
Das erste auf dem Riverside Raceway ausgetragene Rennen firmierte unter dem Titel Crown America 500 und wurde von Ford Pilot Eddy Gray gewonnen. Ab 1964 trug das Rennen den Titel Motor Trend 500, wobei die erste Ausgabe vom tödlichen Unfall des zweifachen Grand National-meisters Joe Weatherly überschattet wurde, der beim Einschlag seines Wagens in den Leitplanken von Turn 6 getötet wurde. Das Rennen bekam den Titel Winston Western 500 erst 1972 nach dem Einstieg der Tabakfirma R. J. Reynolds als Hauptsponsor von Nascar.

## Sieger

### Winston Western 500
- 1987:  Rusty Wallace
- 1986:  Tim Richmond
- 1985:  Ricky Rudd
- 1984:  Geoff Bodine
- 1983:  Bill Elliott
- 1982:  Tim Richmond
- 1981 (November):  Bobby Allison
- 1981 (Januar):  Bobby Allison
- 1980:  Darrell Waltrip
- 1979:  Darrell Waltrip
- 1978:  Cale Yarborough
- 1977:  David Pearson
- 1976:  David Pearson
- 1975:  Bobby Allison
- 1974:  Cale Yarborough
- 1973:  Mark Donohue
- 1972:  Richard Petty[4]

### Motor Trend 500
- 1971:  Ray Elder
- 1970:  A.J. Foyt
- 1969:  Richard Petty
- 1968:  Dan Gurney
- 1967:  Parnelli Jones
- 1966:  Dan Gurney
- 1965:  Dan Gurney
- 1964:  Dan Gurney

### Riverside 500
- 1963:  Dan Gurney

### Unbenanntes Rennen
- 1961:  Lloyd Dane

### Crown America 500
- 1958:  Eddie Gray